# Foun-Sen
Foun-Sen (28 de febrero de 1915 - 5 de febrero de 1989) fue una actriz cinematográfica francesa de origen indochino.

## Biografía
Su verdadero nombre era Cécile Nguyen-Ngoc-Tue, y nació en Giap Bat, en el actual Vietnam, en aquel momento parte de la Indochina francesa.
Habituada a desempeñar papeles secundarios, e incluso terciarios, ella fue la china de las producciones cinematográficas francesas de la década de 1930. En esa época el cine «consumía» muchos actores extranjeros en sus cintas de aventuras e intriga, por ejemplo rusos o asiáticos. Muy solicitados durante un tiempo, estos intérpretes, con trabajos a veces poco halagadores, poco a poco acabaron cayendo en el olvido.
Foun-Sen rodó una quincena de filmes, la mayor parte de ellos entre 1935 y 1940. Su última actuación para el cine tuvo lugar en 1967 en Cinq gars pour Singapour.
Estuvo casada con el director cinematográfico Léo Joannon, y murió olvidada en 1989 en Neuilly-sur-Seine, Francia.

## Filmografía
- 1935: La Garçonne, de Jean de Limur
- 1936: Samson, de Maurice Tourneur
- 1936: Les Loups entre eux, de Léon Mathot
- 1936: Le Mioche, de Léonide Moguy
- 1936: Port-Arthur, de Nicolas Farkas
- 1937: Monsieur Breloque a disparu, de Robert Péguy
- 1937: Troïka sur la piste blanche, de Jean Dréville
- 1937: Yoshiwara, de Max Ophuls
- 1937: La Dame de Malacca, de Marc Allégret
- 1937: Drôle de drame, de Marcel Carné
- 1937: L'Alibi, de Pierre Chenal
- 1938: Mollenard, de Robert Siodmak
- 1938: Le Drame de Shanghaï, de Georg Wilhelm Pabst
- 1938: La Cité des lumières, de Jean de Limur
- 1939: L'Émigrante, de Léo Joannon
- 1943: La Collection Ménard, de Bernard Roland
- 1963: Fort-du-fou, de Léo Joannon
- 1967: Cinq gars pour Singapour,  de Bernard Toublanc-Michel
- 1979: Le Crime des innocents, telefilm de Roger Dallier